# Casorzo
Casorzo là một đô thị ở tỉnh Asti vùng Piedmont thuộc Ý, nằm ở vị trí cách khoảng 50 km về phía đông của Torino và khoảng 15 km về phía đông bắc của Asti. Tại thời điểm ngày 31 tháng 12 năm 2004, đô thị này có dân số 658 người và diện tích là 12,6 km².
Casorzo giáp các đô thị: Altavilla Monferrato, Grana, Grazzano Badoglio, Montemagno, Olivola, Ottiglio và Vignale Monferrato.